# Preis von Baden-Württemberg 1968
De Preis von Baden-Württemberg 1968 was de elfde en laatste wedstrijd van het wereldkampioenschap wegrace in het seizoen 1968. De wedstrijd mocht de naam "Grand Prix" niet dragen omdat Duitsland zijn Grand Prix al op de Nürburgring had verreden. De Preis von Baden-Württemberg werd verreden op de Hockenheimring nabij Hockenheim. Ze werd - alleen voor de zijspanklasse - georganiseerd als vervanger van de GP de Nations, waar de zijspanrace "op last van de overheid" was afgelast. De wereldtitel werd hier beslist. Tijdens de Preis von Baden-Württemberg werden ook wedstrijden om het Duits kampioenschap verreden. Hier zorgde Karl Hoppe voor een tweede succes voor Helmut Fath, door met een door Fath ontwikkelde URS-viercilinder de 500cc-race te winnen. Tijdens de zijspanrace kwam Rolf Schmid, de bakkenist van Otto Kölle, om het leven. 

## Zijspanklasse
BMW had haar zijspanrijders al jarenlang niet meer ondersteund, maar was uiteraard wel trots op de wereldtitels die het merk veertien jaren lang in de schoot geworpen werden door privérijders en constructeurs die de oude RS-motor steeds weer sneller wisten te maken. Nu de dreiging van de zelfbouw-URS van Helmut Fath groot werd kreeg Georg Auerbacher nog in de nacht voor de race een nieuwe, door fabrieksconstructeurs Gustl Lachenmeier en Max Klankenheimer gebouwde boxermotor. Fath monteerde echter ook een nieuw blok, dat volgens geruchten 2.000 toeren meer kon draaien dan de oorspronkelijke viercilinder. In de natte race was iedereen vanaf de start kansloos tegen Helmut Fath/Wolfgang Kalauch met hun URS. Klaus Enders/Ralf Engelhardt lagen vanaf het begin op de tweede plaats en kregen vanuit de pit het teken om het rustig aan te doen en Auerbacher/Hahn waren al blij dat ze de derde plaats konden vasthouden. Achter hen kregen Otto Kölle en Rolf Schmid een ongeluk toen hun combinatie voor het Motodrom in het gras terechtkwam en over de kop sloeg. Schmid overleed aan inwendige bloedingen. Intussen stormden Fath/Kalauch op de eerste plaats én de wereldtitel af.

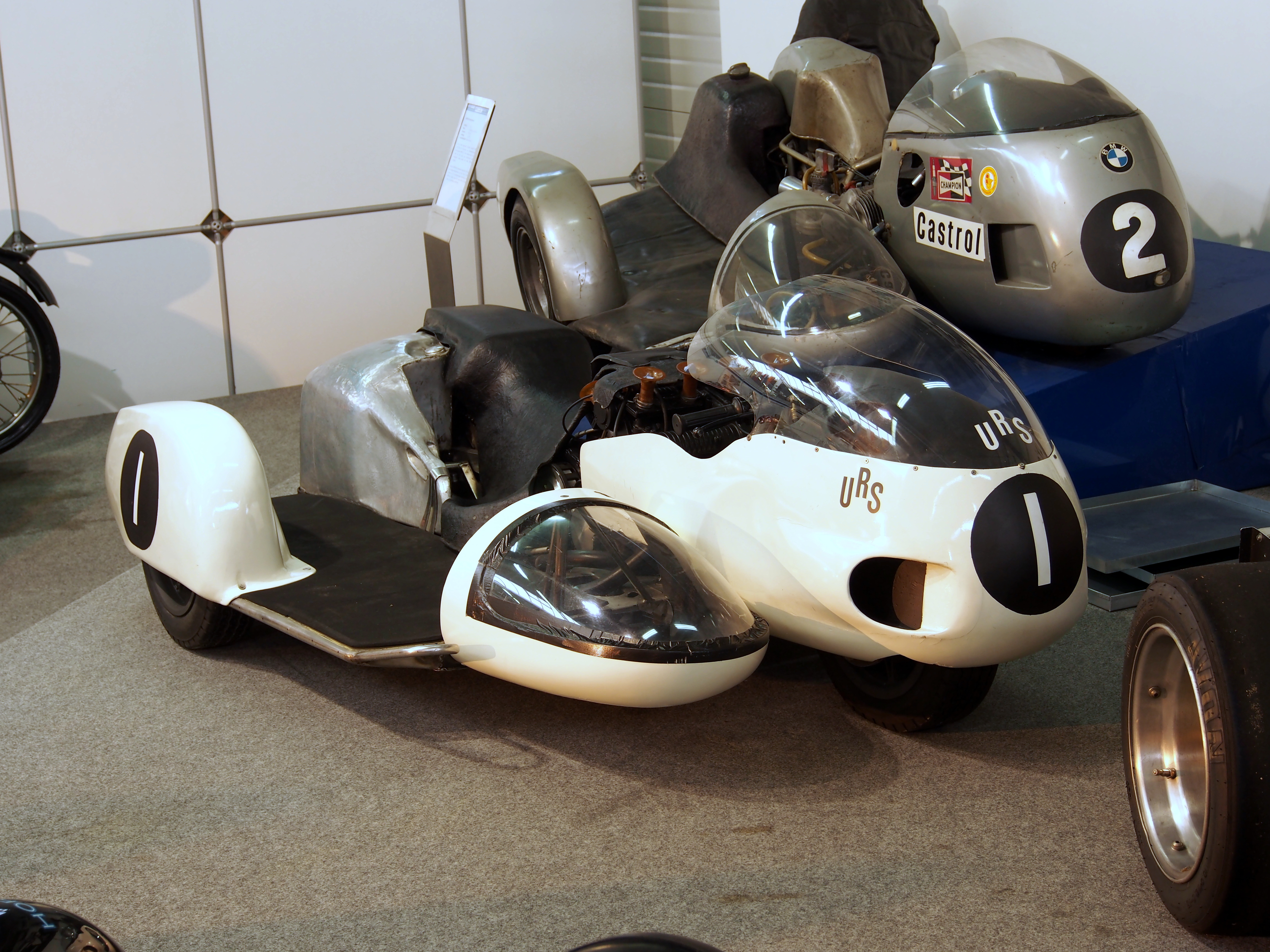
Helmut Fath wist samen met zijn zwager Wolfgang Kalauch en deze zelfgebouwde URS viercilinder voor het eerst sinds het seizoen 1954 BMW van de wereldtitel af te houden.

| Pos | Coureur               | Bakkenist        | Merk | Tijd    | Punten |
| --- | --------------------- | ---------------- | ---- | ------- | ------ |
| 1   | Helmut Fath           | Wolfgang Kalauch | URS  | 38"25'6 | 8      |
| 2   | Klaus Enders          | Ralf Engelhardt  | BMW  | 38"48'5 | 6      |
| 3   | Georg Auerbacher      | Hermann Hahn     | BMW  |         | 4      |
| 4   | Siegfried Schauzu     | Horst Schneider  | BMW  |         | 3      |
| 5   | Heinz Luthringshauser | Geoff Hughes     | BMW  |         | 2      |
| 6   | Arsenius Butscher     | Josef Huber      | BMW  |         | 1      |

| Coureur    | Bakkenist       | Merk | Oorzaak |
| ---------- | --------------- | ---- | ------- |
| Otto Kölle | Rolf Schmid (†) | BMW  | Ongeval |

| Coureur                | Bakkenist             | Merk | Oorzaak   |
| ---------------------- | --------------------- | ---- | --------- |
| Johann Attenberger (†) | Josef Schillinger (†) | BMW  | Overleden |

| Coureur              | Bakkenist         | Merk |
| -------------------- | ----------------- | ---- |
| Jean-Claude Castella | Albert Castella   | BMW  |
| Helmut Lünemann      | Neil Caddow       | BMW  |
| Kenneth Calenius     | Juhani Vesterinen | BMW  |
| John Brandon         | Cliff Holland     | BMW  |
| Maurice Tombs        | Trevor Tombs      | BMW  |
| Tony Wakefield       | Graham Milton     | BMW  |
| Ruben Bjarnemark     | Lennart Rägmo     | BMW  |

### Top tien eindstand zijspanklasse
| Pos | Coureur                | Bakkenist                       | Merk | Ptn     |
| --- | ---------------------- | ------------------------------- | ---- | ------- |
| 1   | Helmut Fath            | Wolfgang Kalauch                | URS  | 27 (29) |
| 2   | Georg Auerbacher       | Hermann Hahn en Henk de Wever   | BMW  | 22 (25) |
| 3   | Siegfried Schauzu      | Horst Schneider                 | BMW  | 19      |
| 4   | Johann Attenberger (†) | Josef Schillinger (†)           | BMW  | 17      |
| 5   | Heinz Luthringshauser  | Lothar Ronsdorf en Geoff Hughes | BMW  | 14      |
| 6   | Klaus Enders           | Ralf Engelhardt                 | BMW  | 12      |
| 7   | Arsenius Butscher      | Josef Huber                     | BMW  | 7       |
| 8   | Otto Kölle             | Rolf Schmid (†)                 | BMW  | 6       |
| 9   | Helmut Lünemann        | Neil Caddow                     | BMW  | 4       |
| 10  | Tony Wakefield         | Graham Milton                   | BMW  | 3       |